# Tiung SAT
Tiung SAT é o primeiro microsatélite da Malásia. O satélite foi desenvolvido através da transferência de tecnologia e do programa de treinamento entre a Astronautic Malaysia Sdn Bhd (ATSB) e a empresa Satellite Technology Ltd., do Reino Unido. Tiung SAT-1 foi lançado a bordo de um foguete Dnephr a partir do Cosmódromo de Baikonur, no Cazaquistão, em 26 de setembro de 2000.